# Weilburger Straße 13 (Merenberg)

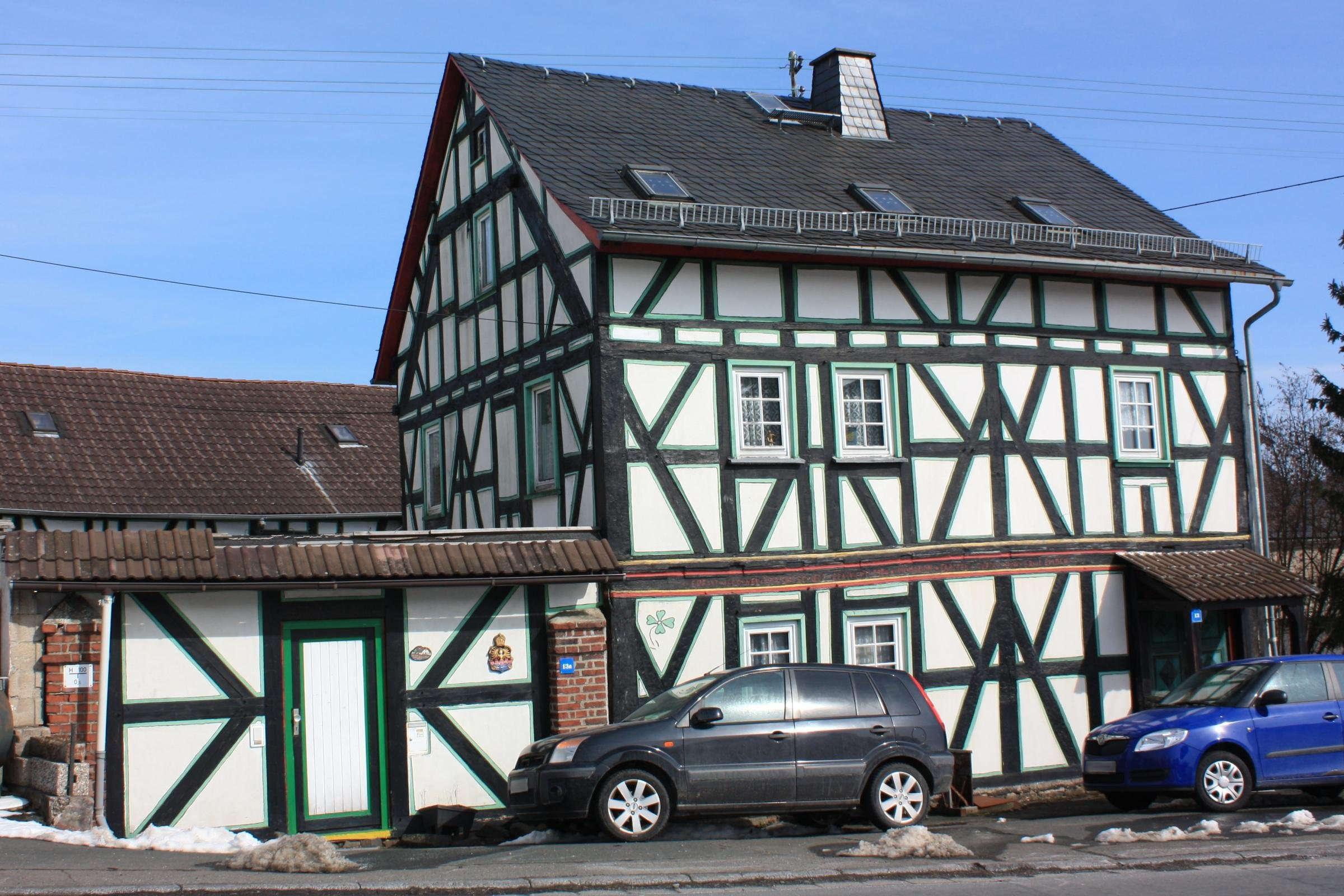
Fachwerkhaus Weilburger Straße 13 in Merenberg

Das Gebäude Weilburger Straße 13 in Merenberg, einer Gemeinde im mittelhessischen Landkreis Limburg-Weilburg, wurde 1802 an der Stelle eines Vorgängerbaus aus der Zeit um 1600 errichtet. Der Dreiseithof an der Ausfallstraße nach Weilburg ist ein geschütztes Kulturdenkmal. 
Das zweigeschossige Wohnhaus mit Satteldach ist ein schlichter Zweizonenbau mit geringem Rähm- bzw. Schwellprofil. Er hatte ursprünglich ein Walmdach. 
Das langgezogene Scheunen- und Stallgebäude wurde wohl gleichzeitig errichtet und ist heute umgenutzt. 